# Sointu
Sointu var ett finländskt skivbolag, grundat i Åbo 1938. Företagets studioorkester gick under namnet Sointu-orkesteri och kunde bestå av musiker från både Dallapé och Ramblers.
Strax efter företagets grundande blev Usko Kemppi dess hovkompositör och bland andra Aimo Andersson var knuten till bolaget mellan 1938 och 1940-talets slut. Sointu var länge under andra världskriget det enda finländska skivbolag som var i funktion, fram till dess att Rytmi bildades av två ljudingenjörer från Yle.
Några av de artister som gjort inspelningar med Sointu-orkestern var Aimo Andersson, Arvi Hänninen, Alpo Wikman, Reino Armio, Georg Malmstén, Usko Kantola, Aune Vihriälä, Teemu Grönberg, Viljo Immonen och Ture Ara. Som dirigent för orkesrern verkade även Kaarlo Valkama.